# Jean-Marc Rozon
Jean-Marc Rozon (* 27. September 1961 in Sherbrooke, Québec) ist ein ehemaliger kanadischer Freestyle-Skier. Er war auf die Disziplin Aerials (Springen) spezialisiert. 1988 entschied er den Demonstrationswettbewerb bei den Olympischen Spielen von Calgary für sich, der zugleich als Weltmeisterschaft gilt. Im Weltcup gewann er zwei Disziplinenwertungen und 13 Einzelwettkämpfe.

## Biografie
Jean-Marc Rozon stammt aus Sherbrooke  und war neben Lloyd Langlois und den Laroche-Brüdern ein bedeutender Vertreter der „Québec Air Force“, die die Disziplin Aerials in den 1980er und 1990er Jahren beherrschte.
Rozon gab sein Debüt im Freestyle-Skiing-Weltcup in dessen erster Saison im Januar 1980. Ein Jahr später erreichte er als Zweiter in Livigno seinen ersten Podestplatz und arbeitete sich in der Disziplinenwertung unter die besten zehn vor. Im Januar 1982 konnte er in Blackcomb seinen ersten Sieg feiern und verfehlte die Top drei in der Weltcup-Wertung nur knapp. Nachdem er in der Saison 1982/83 nur zwei Wettkämpfe bestritten hatte, nahm er in den folgenden drei Jahren überhaupt nicht am Weltcup teil.
Seine Comeback-Saison wurde ein großer Erfolg. Zunächst gelang ihm im Januar 1987 in Lake Placid sein erster Weltcupsieg seit fünf Jahren. Mit vier weiteren Siegen sicherte er sich vor seinem Teamkollegen Lloyd Langlois erstmals den Gewinn der Disziplinenwertung, zudem gewann er den hart umkämpften kanadischen Staatsmeistertitel. Im kommenden Winter konnte er diesen Titel mit erneut fünf Saisonsiegen erfolgreich verteidigen. Außerdem gewann er im Rahmen der Olympischen Spiele von Calgary, wo Aerials erstmals als Demonstrationswettbewerb ausgetragen wurde, die Goldmedaille. Diese zählt zugleich als Weltmeistertitel. In den folgenden Wintern konnte er erneut nicht an allen Wettkämpfen teilnehmen und verpasste daher weitere Antritte bei Großereignissen. Seinen letzten von 13 Weltcupsiegen feierte er im Januar 1990 in Breckenridge. Im Februar 1991 bestritt er am Mont Gabriel sein letztes Weltcup-Springen.
Rozon, der als Erfinder einiger wegweisender Sprünge in die Freestyle-Geschichte einging, gab dieses Wissen nach seiner aktiven Laufbahn als Trainer weiter. Von 1998 bis 2000 betreute er die kanadische Nationalmannschaft, im Hinblick auf die Olympischen Spiele von Salt Lake City war er für die Verbände von Schweden und Norwegen tätig.

## Erfolge

### Olympische Spiele
- Calgary 1988: 1. Aerials (Demonstrationswettbewerb)

### Weltmeisterschaften
- Calgary 1988: 1. Aerials

### Weltcupwertungen
| Saison  | Gesamt | Gesamt | Aerials | Aerials |
| Saison  | Platz  | Punkte | Platz   | Punkte  |
| ------- | ------ | ------ | ------- | ------- |
| 1980    | 41.    | 47     | 16.     | 47      |
| 1981    | 25.    | 119    | 7.      | 119     |
| 1982    | 24.    | 135    | 4.      | 135     |
| 1983    | 41.    | 12     | 17.     | 48      |
| 1986/87 | 8.     | 25     | 1.      | 149     |
| 1987/88 | 7.     | 24     | 1.      | 171     |
| 1988/89 | 80.    | 4      | 29.     | 25      |
| 1989/90 | 28.    | 18     | 9.      | 111     |
| 1990/91 | 62.    | 7      | 21.     | 67      |

### Weltcupsiege
Rozon errang im Weltcup 25 Podestplätze, davon 13 Siege:
| Datum            | Ort                 | Land        | Disziplin |
| ---------------- | ------------------- | ----------- | --------- |
| 10. Januar 1982  | Blackcomb           | Kanada      | Aerials   |
| 17. Januar 1987  | Lake Placid         | USA         | Aerials   |
| 1. Februar 1987  | Calgary             | Kanada      | Aerials   |
| 22. Februar 1987 | Mariazell           | Österreich  | Aerials   |
| 8. März 1987     | Oberjoch            | Deutschland | Aerials   |
| 27. März 1987    | La Clusaz           | Frankreich  | Aerials   |
| 10. Januar 1988  | Mont Gabriel        | Kanada      | Aerials   |
| 17. Januar 1988  | Lake Placid         | USA         | Aerials   |
| 12. März 1988    | La Clusaz           | Frankreich  | Aerials   |
| 13. März 1988    | La Clusaz           | Frankreich  | Aerials   |
| 20. März 1988    | Meiringen-Hasliberg | Schweiz     | Aerials   |
| 11. Februar 1989 | La Clusaz           | Frankreich  | Aerials   |
| 21. Januar 1990  | Breckenridge        | USA         | Aerials   |

### Weitere Erfolge
- 1 kanadischer Meistertitel (Aerials 1987)[3]

## Auszeichnungen
- 1987: International Freestyle Skier of the Year (Ski Racing Magazine)[4]
- 1997: Aufnahme in die Canadian Ski Hall of Fame[2]
- 1998: Aufnahme in die Canadian Olympic Hall of Fame